# Pou de gel les Tallarises
El Pou de gel les Tallarises és una construcció al municipi de Begues (Baix Llobregat) que forma part de l'Inventari del Patrimoni Arquitectònic de Catalunya. Aquest element apareix a l'article 22 de la normativa urbanística del Pla General aprovat definitivament el 15 d'octubre de 1997, el qual preveu un llistat d'elements d'interès històric que seran protegits mitjançant la fórmula d'un Pla Especial, sempre que no estiguin directament afectats per sistemes del planejament. Es tracta d'una estructura de planta circular de grans dimensions que no conserva la coberta, que possiblement era en forma de cúpula. Mesura 13 m de diàmetre exterior (10,95 m d'interior) i té 10 m de profunditat conservada. Està en bona part excavat en el subsòl calcari, mentre que els potents murs estan fets amb carreus de pedra calcària i gres, lligats amb morter de calç.